# Ian Bishop (Fußballspieler)
Ian William Bishop (* 29. Mai 1965 in Liverpool) ist ein ehemaliger englischer Fußballspieler. Als kreativer, offensiver Mittelfeldspieler war er vor allem für seine Zeit bei West Ham United in der Premier League bekannt und galt hinter Paul Gascoigne als einer der besten Akteure auf seiner Position in den 1990er-Jahren, kam allerdings in der englischen A-Nationalmannschaft zu keinem Länderspiel.

## Sportlicher Werdegang

### Karriereanfang
Bishop wurde in Merseyside geboren und schloss sich im Jahr 1981 der „blauen Seite“, also dem FC Everton, nach Schulabschluss an. Dort unterschrieb er unter Cheftrainer Howard Kendall im Mai 1983 seinen ersten Profivertrag, aber der sportliche Durchbruch sollte dem jungen kreativen Mittfeldtalent bei den „Toffees“ nicht gelingen. Der Verein war zu der Zeit mit hochkarätigen Konkurrenten auf seiner Position ausgestattet, darunter Kevin Richardson, Trevor Steven, Kevin Sheedy und Paul Bracewell. Er kam in der Saison 1983/84 zu lediglich einem Ligauftritt im Mai 1984 per Einwechslung gegen Manchester United und spielte keine Rolle beim Gewinn des FA Cups im selben Jahr. Stattdessen war er zum Ende der Spielzeit für vier Partien an den Viertligisten Crewe Alexandra ausgeliehen worden. So entschloss er sich, Everton zu verlassen und Kendall ließ ihn im Oktober 1984 für die kleine Ablösesumme von 15.000 Pfund zum Zweitligisten Carlisle United weiterziehen.
Bei dem Verein im äußersten Nordwesten Englands etablierte sich Bishop als Stammspieler im kreativen Mittelfeld und kam in knapp vier Jahren auf 149 Pflichtspieleinsätze. Die Mannschaftserfolge ließen jedoch auf sich warten. Und im Gegenteil: Bishop konnte in dieser Zeit den Absturz bis hinunter in die vierte Liga nicht verhindern. Seine letzte Saison 1987/88 endete auch dort nur als Tabellenvorletzter, so dass er die Zeit gekommen sah, sich einem ambitionierteren und höherklassigen Verein anzuschließen. Mit dem Zweitligisten AFC Bournemouth, der von Harry Redknapp trainiert wurde, fand sich ein geeigneter Interessent und so heuerte er dort für eine Ablösesumme von 35.000 Pfund an. In Bournemouth festigte er seine gestiegenen Ambitionen und verpasste nur zwei von 46 Zweitligabegegnungen. Nachhaltigen Eindruck machte er im vorletzten Saisonspiel der der Saison 1988/89 gegen Manchester City. Die „Citizens“ benötigten im einen Sieg für den direkten Aufstieg und führten zur Halbzeit mit 3:0, bevor Bishop, der auch äußerlich mit seinen langen Haaren auffiel, das Spiel an sich riss, den 1:3-Anschlusstreffer markierte und die Mannschaft noch zum 3:3-Remis führte. Das Interesse des damaligen Trainers Mel Machin war damit geweckt, zumal Bishop den Klub vier Jahre zuvor schon einmal geärgert und mit Carlisle an der Maine Road mit 3:1 gewonnen sowie dabei einen Treffer erzielt, hatte.

### Manchester City & West Ham United
Obwohl Bishop nur rund fünf Monate in Manchester blieb, hatte er einen nachhaltigen Eindruck dort hinterlassen. Dazu zählte nicht nur seine Beteiligung am 5:1-Sieg im Manchester Derby gegen United. Auch seine Leistung gegen Tottenham Hotspur machte ihn zum neuen Publikumsliebling, als er im persönlichen Duell gegen Paul Gascoigne triumphierte und diesen derart zu einem Kopfstoß provozierte, der zu einem Platzverweis führte. Die Darbietungen des Vereins waren zu Beginn der Saison 1989/90 jedoch sehr wechselhaft und nach einer deutlichen 0:6-Niederlage im Herbst 1990 gegen Derby County wurde Machin kurz darauf entlassen. Nachfolger wurde ausgerechnet Howard Kendall, der nun ein weiteres Mal nicht auf Bishop setzte. Im Dezember 1989 wechselte dieser zum Zweitligisten West Ham United im Rahmen eines Tauschgeschäfts für Mark Ward, wobei zusätzlich nach Trevor Morley zu den von Lou Macari trainierten „Hammers“ ging.
Bishop verbrachte sieben Spielzeiten in West Ham unter drei verschiedenen Trainern; dies waren neben Macari noch Billy Bonds und ein weiteres Mal Harry Redknapp. Seine bis dato beste Spielzeit war die Saison 1990/91, in der er die Mannschaft als Kapitän ins Halbfinale des FA Cups und zum Aufstieg in die erste Liga führte. Dabei zeichnete er sich als kreativer Mittelspieler primär durch Passgenauigkeit und Torvorbereitungen aus und harmonierte im Zusammenspiel mit Kameraden wie Stuart Slater und Kevin Keen. Am 20. Mai 1991 bestritt er zudem ein B-Länderspiel für England gegen die Schweiz. Zwar ging es für West Ham bereits im Jahr darauf als Tabellenletzter wieder zurück in die Zweitklassigkeit, aber mit Bishop im Zentrum gelang 1993 die erstmalige Qualifikation für die im Jahr zuvor neu geschaffenene Premier League. Hier hatte Bishop verletzungsbedingt zwar nur 22 von 46 Begegnungen absolviert, war dabei aber im letzten wichtigen Spiel gegen Cambridge United als Zweiter im Fernduell vor dem punktgleichen Dritten FC Portsmouth in der Startelf. Zur Halbzeit ließ er einen verdrehten Knöchel von dem Physiotherapeuten schmerzstillend verbinden und verhalf dem Team zu einem 2:0-Sieg (während Pompey selbst nur mit 2:1 gegen Grimsby Town gewonnen hatte).
In den folgenden vier Premier-League-Jahren bestritt Bishop 131 Ligapartien für die „Hammers“ und zeigte sich (als ehemaliger Spieler von Manchester City) auffällig oft formstark gegen Manchester United. Bereits in der Saison 1991/92 war er Teil der Mannschaft, die überraschend (als späterer Tabellenletzter) „United“ mit 1:0 geschlagen und damit Alex Ferguson einen Rückschlag im Kampf um die Meisterschaft versetzt hatte. Drei Jahre später trat Manchester United am letzten Spieltag der Saison 1994/95 erneut in West Ham an und benötigte im Fernduell mit den Blackburn Rovers einen Sieg. Die Partie endete aber mit einem 1:1-Remis, so dass Bishop erneut mitverantwortlich dafür war, dass Manchester United einen großen Titel verpasste. „Bish“ zählte zu den Publikumslieblingen im Verein, galt als einer der technisch versiertesten Mittelfeldspieler im englischen Fußball und wurde oft mit Paul Gascoigne verglichen. Dessen ungeachtet wurde er nie in die Auswahl der englischen Nationalmannschaft berufen, wofür Bishop auch die immer wieder aufkommenden Gerüchte verantwortlich machte, er sei homosexuell – ein damals aktiver Nationalspieler erkundigte sich gar nach einer möglichen Beziehung zu Trevor Morley. In West Ham schätzten ihn die Verantwortlichen jedoch und seine Verdienste waren auch mitentscheidend dafür, dass er im März 1998 ablösefrei zu Manchester City zurückkehren konnte.
Die „Citizens“ kämpften unter Trainer Joe Royle in der Zweitligasaison 1997/98 gegen den Abstieg und Bishops Ankunft kam als kurzfristige Verstärkung zu spät, um dieses Ziel zu erreichen. In der folgenden Drittligaspielzeit 1998/99 verhalf er dem Klub zum direkten Wiederaufstieg und wurde im entscheidenden Playoff-Finale gegen den FC Gillingham nach einer Stunde eingewechselt – Manchester gewann die Partie im Elfmeterschießen. Danach war er mit 43 Zweitligaeinsätzen in der Saison 1999/2000 wichtiger Bestandteil des Teams, dem der direkte Durchmarsch in die Premier League als Vizemeister gelang. In der höchsten englischen Spielklasse absolvierte Bishop nochmals zehn Spiele, bevor er vor Ablauf der Saison 2000/01 im März 2001 den Sprung in die Vereinigten Staaten zu Miami Fusion in die Major League Soccer tätigte.

### Karriereausklang
Nach 31 Pflichtspieleinsätzen löste sich Miami Fusion auf. Danach war Bishop in der britischen Heimat noch für die unterklassigen Klubs Barry Town, AFC Rochdale und Radcliffe Borough aktiv, bevor er sich 2004 zurück in den USA den New Orleans Shell Shockers in der USL Premier Development League anschloss und dort im Alter von fast 40 Jahren die Fußballerlaufbahn beendete. Fortan engagierte er sich als Trainer und arbeitete ab 2015 für die „Palm Beach Soccer Academy“. Später half er dabei, den Akademiestützpunkt „Liverpool Academy South Florida“ des FC Liverpool ins Leben zu rufen.
Neben seinen Fußballaktivitäten entwickelte Bishop eine Leidenschaft als Pokerspieler und war diesbezüglich bei einem Main Event im MGM Grand Hotel in Las Vegas dabei. Dazu ist er interessiert an Kunst, vor allem an der Malerei.

## Titel/Auszeichnungen
- PFA Team of the Year (1): 1990/91 (2. Liga)